# Родина или смерть (фильм, 2011)
«Родина или смерть» — документальный фильм режиссёра Виталия Манского, рассказывающий о жизни современной Кубы. Российская премьера состоялась 28 июля 2011 года. Сборы в России — $4 494.

## История создания
По словам режиссёра, наличие безвизового режима между Россией и Кубой не является гарантией того, что человека с кинокамерой пустят на Остров Свободы. Добиваясь разрешения, авторы картины представили в кубинское посольство заявку о том, что они планируют снимать фильм об участниках ансамбля танца руэда де касино. Процедура оформления всех документов заняла почти полгода. Но и после получения допуска в страну у киногруппы периодически возникали сложности с кубинскими властями, пристально наблюдавшими за ходом съёмок

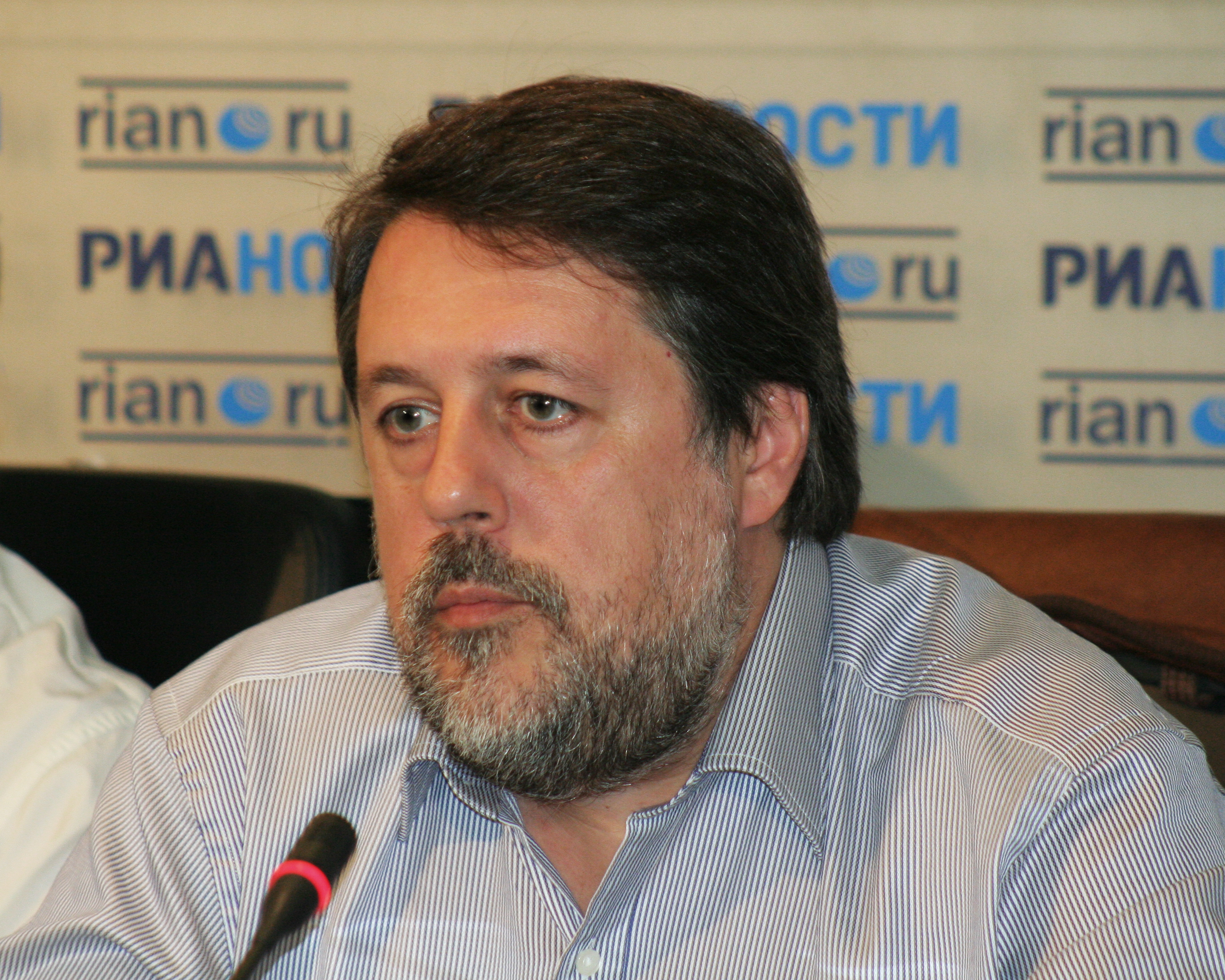
Виталий Манский в 2010 году в Москве

.

«Родина или смерть» — это рассказ исключительно для себя. Это дневник для личного пользования. Некая доля лукавства есть в этих словах, потому что я, написав этот дневник, отрефлексировав свои сомнения, комплексы, ощущения, отдал его издателю и собираюсь показывать эту картину везде, куда меня будут с ней приглашать. —  режиссёр Виталий Манский

## Содержание
Фильм представляет собой цепочку бытовых зарисовок, показывающих жизнь людей, детство и юность которых совпали с победой Кубинской революции.
- Женщина рассказывает портнихе, что после смерти мужа одна воспитывает трёх дочек, а потому ей нужна скидка на пошив платьев. Швея идёт вдове навстречу и соглашается уступить 80 песо.
- В школьном дворе проходит утренняя линейка — поднимается кубинский флаг, дети хором исполняют гимн. Учительница напоминает, что школа носит имя лидера портовых рабочих Арансебио Иглесиаса Диаса, и просит, чтобы пионеры к следующему занятию выучили три его основные идеи.
- Немолодая танцовщица живёт вдвоём с матерью-инвалидом. Говорит, что для покупки бального платья она три года торговала на улице. Сейчас её зарплата — 120 песо, в то время как буханка хлеба стоит 10 песо. Женщина перечисляет, какие продукты ежемесячно положены им по социальным нормам: 7 фунтов риса в месяц, 1 пакет кофе, 2 фунта тёмного сахара, 1 тюбик зубной пасты, полфунта растительного масла, 1 пакет соли, 1 пачка лёгких сигарет и 3 пачки крепких. Кроме того, матери с её диетой можно приобрести по карточкам 3 фунта цыплят.
- На небольшом заводе идёт еженедельная политинформация. Рабочие слушают лектора, который зачитывает им передовицу из газеты «Гранма». В статье говорится о том, что правительство США обвиняет Кубу в терроризме, а жители Острова Свободы поддерживают позицию своего МИДа.
- Кубинка беспокоится о дочери, которой исполнилось 15 лет. В их стране закон суров по отношению к родителям, плохо воспитывающим детей. И если её девочка пойдёт на набережную Малекон общаться с иностранными туристами, то накажут не подростка, а мать.
- Уличная очередь в лавку за продуктами. Люди ведут разговоры о том, что нынче вместо рыбы можно получить курицу и что квоту на получение яиц некоторые использовали ещё в декабре.

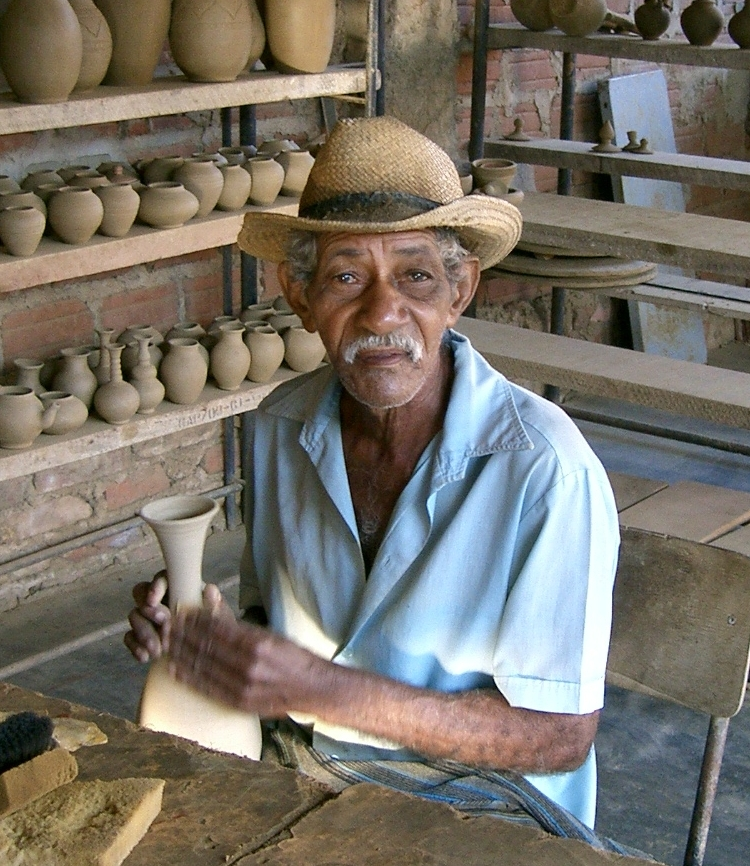
Cuba — Trinidad — potier

- Пожилой мужчина уже достиг пенсионного возраста, но отдыхать не хочет. Он — делегат ассамблеи народной власти, его задача — контролировать соблюдение законодательства на предприятиях. Узнав, что в ближайшее кафе завезли некачественный хлеб, он отправляется в пекарню, чтобы выяснить, чья смена нарушила технологию.
- Участники ансамбля танца касино рассказывают о философии сальсы и о своих учениках, которые ради кубинских ритмов вновь и вновь приезжают на Остров Свободы. Один из участников — одноногий танцовщик — мечтает, что однажды его заметят, пригласят на работу, и тогда его выступления увидит весь мир.

## Отклики и рецензии
Кинокритики достаточно живо отреагировали на ленту Виталия Манского. Так, корреспондент «Российской газеты» Ирина Корнеева обнаружила в фильме перекличку с картиной Станислава Говорухина «Так жить нельзя», перенесённой на Кубу
.
Представитель кинокомпании «Arthouse» Денис Крюков оценил умение режиссёра работать «крупными мазками и уверенно».
Рецензент Антон Костылев (журнал «Сеанс») увидел в фильме «опрокинутое в Карибский бассейн отражение СССР конца восьмидесятых».
Для Зары Абдуллаевой («Искусство кино») представленная в картине «панорама повседневности» стала социальным портретом современной Кубы.
В то же время Лидия Маслова («Коммерсантъ») назвала ленту «Родина или смерть» «туристическим мемуаром». Её впечатления о фильме ограничились репликой о том, что режиссёр Манский «прекрасно провёл много съёмочных дней на Кубе и запечатлел на плёнке изрядное количество кубинок с хорошими фигурами, винтажных „Кадиллаков“, фактурных негров, живописных помоек и свалок».

Автор сложил из хроники вполне «игровой» сюжет, где есть «действующие лица и исполнители». Простые кубинцы, сапожники, продавщицы, бродяги, работники кладбища и даже бездомные кошки и собаки живут, как живется, но и играют, становятся чуть другими — в бесконечном танце, в рассказах о себе, в разговорах с соседями, в перебранке с дирижёром.— киновед Нина Зархи

Фильм был показан послу Кубы в России, после чего продюсер картины Геннадий Костров начал вести переговоры о том, чтобы организовать прокат ленты на Кубе. По словам продюсера, он был бы счастлив, если бы «Родина или смерть» дошла до кубинских зрителей.

## Рейтинг Гильдии неигрового кино
В конце 2012 года Гильдия неигрового кино оценила востребованность документальных картин по специальной шкале — с учётом международного фестивального проката. Фильм «Родина или смерть», получивший 40 баллов за иностранный прокат и 3 — за номинацию в «Нике», занял 6-е место в списке из 199 лент.
| Krakov IDF                      | 10 баллов |
| Thessaloniki IDF                | 5 баллов  |
| Miami IDF                       | 5 баллов  |
| Stambul IDF                     | 5 баллов  |
| Trinidad & Tobago FFOne         | 5 баллов  |
| World HRFF Bucharest            | 5 баллов  |
| Exground Filmfest Wiesbaden IDF | 5 баллов  |

## Съёмочная группа
- Режиссёр — Виталий Манский
- Автор сценария — Виталий Манский
- Продюсер — Геннадий Костров
- Операторы — Леонид Коновалов, Виталий Манский
- Монтаж — Максим Карамищев
- Дизайн — Вадим Андрианов [11]

## Музыка
- Серхио Давид Кальсадо, «Да Каратула» (группа Серхио Давид Кальсадо и Су Чаранга Абанера)
- Ядам Гонсалес, Хорхе Гомес, «Ла руеда де касино» (группа «Монкада»)
- Карлос Луэбло, «Навсегда» (группа «Монкада»)

## Награды
- Фестиваль «Кинотавр» (2011)
  - диплом Гильдии киноведов и кинокритиков
  - номинация «Главный приз»
- Международный кинофестиваль в Кракове (2012) — приз молодёжного жюри
- Кинопремия «Ника» (2012) — номинация «Лучший неигровой фильм»